# Solifugae
Los solífugos  (Solifugae), también llamados arañas camello son un orden de arácnidos relativamente grandes, presentes en todos los países tropicales. Recuerdan a las arañas (orden Araneae), con las que no guardan una relación directa, y de las que se diferencian por sus enormes quelíceros en forma de pinza y su cuerpo segmentado. .

## Características

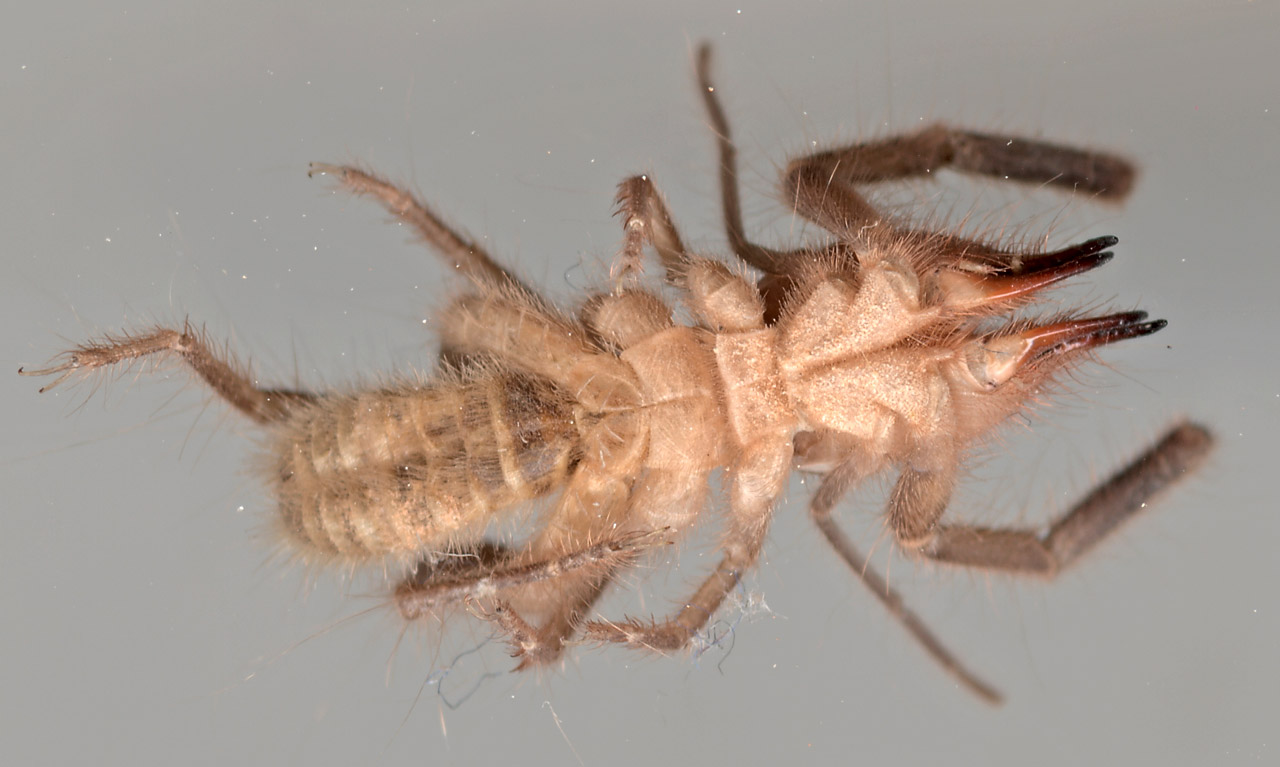
Gluvia dorsalis, vista ventral.

El tamaño total del adulto varía entre 1,5 y 7,5 cm, según las especies. La longevidad es limitada, un año, probablemente como consecuencia de una elevada tasa metabólica, necesaria para su comportamiento "frenético". El crecimiento se produce a través de nueve instares (etapas entre mudas).
Todo el cuerpo, también los apéndices, está cubierto de pelos (sedas) largos, rígidos y erectos, de función sensorial. Los más largos se insertan sobre los pedipalpos, y les sirven para tantear y «probar» el ambiente.
Casi todos los solifugos tienen un color corporal de amarillo a marrón, que se debe principalmente al pelo del cuerpo. Algunas especies son de color oscuro o tienen vello corporal de más claro a casi blanco. A veces también aparecen patrones en el cuerpo, como rayas longitudinales. Los machos son generalmente de color más claro y siguen siendo más pequeños; Tienen patas relativamente más largas en comparación con las hembras. Los machos también tienen una cabeza más pequeña y sus mandíbulas son menos fuertes.
De acuerdo con el modelo más común en los arácnidos, el cuerpo está dividido en dos regiones, un prosoma (o cefalotórax), y un opistosoma (abdomen). En el prosoma se articulan los apéndices, entre los que destacan los grandes quelíceros; el opistosoma, a diferencias de las arañas, está segmentado y carece de hileras.
Pero no debe olvidarse que a pesar de su aspecto similar al de las arañas esta criatura no es una araña, ya que no posee ciertas características de ellas como la capacidad de tejer tela de araña o colmillos venenosos.

### Ojos

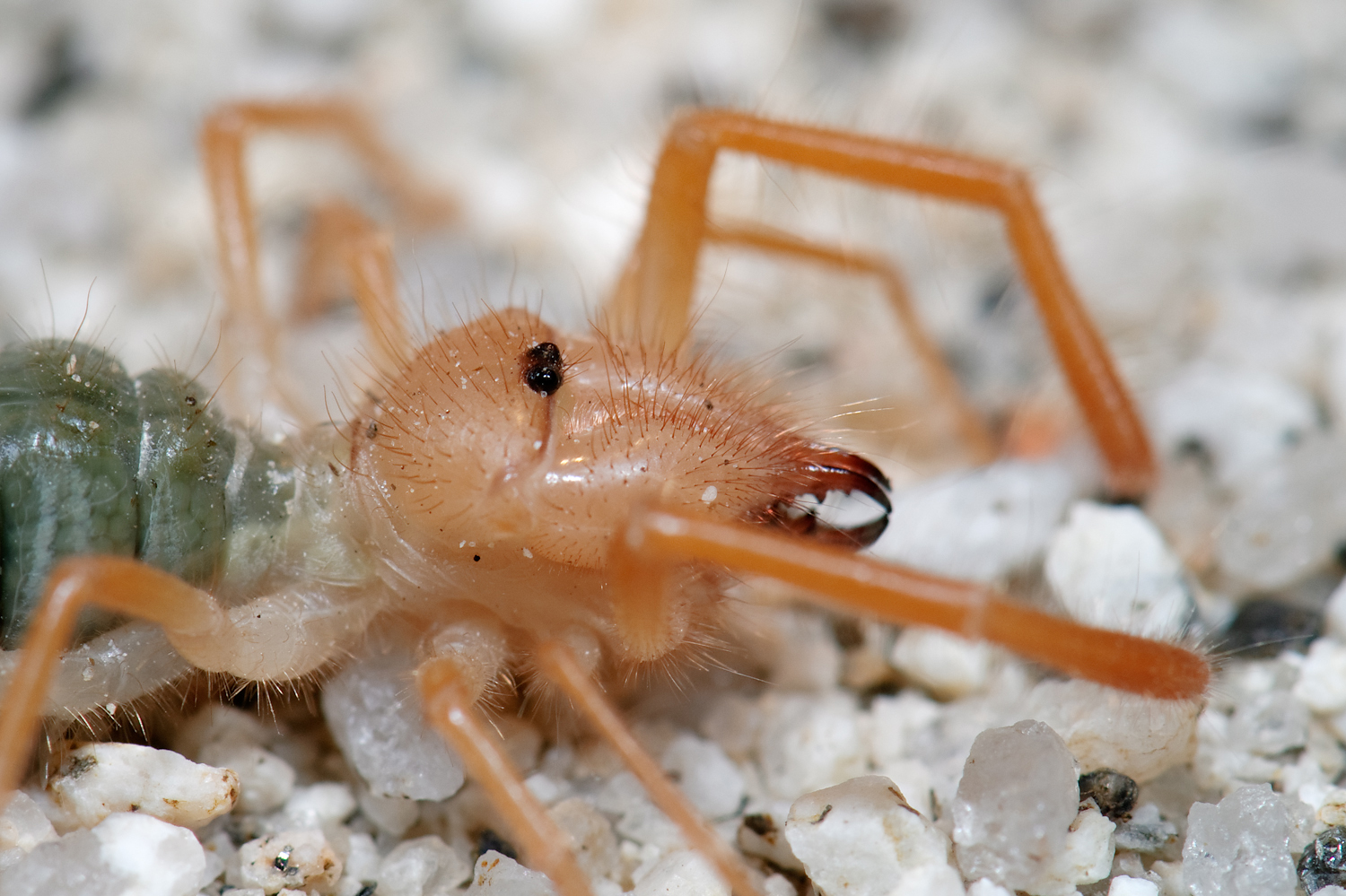
Los ojos están situados uno al lado del otro en el montículo ocular de la parte delantera de la cabeza.

La parte delantera del tórax de la cabeza está claramente elevada, como ocurre en las arañas reales. Esta elevación se denomina montículo ocular y en su centro se sitúan los ojos. Los ojos están situados en la parte delantera y muy juntos. Los ojos son simples y no compuestos como ocurre en los insectos. Cada ojo contiene una lente relativamente grande que se encuentra justo debajo de la piel, la lente fue creada originalmente a partir de partes de la piel sensibles a la luz. Los ojos siempre se distinguen claramente por su color negro. La lente tiene una dureza variable, que puede variar según las familias. Debajo del cristalino hay una fina capa de células llamada hipodermis corneal. Debajo de ésta hay una capa que contiene células receptoras y debajo de ésta hay una capa que contiene células pigmentarias. Entre los ojos hay pequeños pelos táctiles o setas.: p73 
Muchos arácnidos tienen pequeños ojos de abeja u ocelli, pero éstos están ausentes o muy degenerados en las arañas rodadoras. Tienen una vista pobre y sólo son capaces de percibir los cambios bruscos de luz. Esto probablemente les permite ver a los depredadores que se acercan sólo desde arriba, como aves. Las arañas enrolladoras probablemente se orientan principalmente mediante menotaxis. Esto implica memorizar el ángulo de la luz para encontrar el camino de vuelta al nido. Este mecanismo también se conoce, por ejemplo, en las abejas melíferas, que les permite volver a encontrar su nido.

### Prosoma y apéndices
El prosoma es proporcionalmente pequeño y no forma un caparazón como en las arañas o escorpiones, sino que sus segmentos están articulados flexiblemente. En su extremo anterior, en la cara superior, justo delante de los quelíceros, se encuentra una pequeña protuberancia llamada montículo ocular sobre la que se sitúa un par de ojos simples.
Los apéndices se articulan con el prosoma. Este porta dos quelíceros proporcionalmente enormes, dirigidos hacia adelante; cada quelícero tiene dos artejos o piezas; la basal, proyectada hacia adelante, termina en un diente serrado, y la distal, articulada ventralmente con la anterior, también. En los machos los quelíceros llevan inserto en el extremo del segmento basal (el de posición superior) el flagelo, una estructura anatómica, a veces compleja, paralela a la cara mediana del quelícero.
Detrás de los quelíceros se insertan ventralmente los pedipalpos; estos son largos y flexibles, más voluminosos que las patas, y se engruesan hacia el extremo, que termina en una almohadilla adhesiva. Sirven para la manipulación de la presa a la vez que como órganos táctiles.
A continuación, también ventrales, se insertan los cuatro pares de patas locomotoras, que terminan en un par de uñas. El primer par de patas son de construcción más ligera, usadas solo para una función táctil, y progresivamente más gruesas y largas que las de los tres pares siguientes, estas sí de función propiamente locomotora; sus artejos son como en otros arácnidos, pero falta la patela, igual que ocurre en los pseudoescorpiones. El último par de patas porta en sus artejos basales (coxa  y trocánter) apéndices llamados maléolos (latín malleolus, literalmente «martillitos», que es lo que parecen en muchos casos) cuya función es olfativa.

### Opistosoma
El opistosoma, proporcionalmente voluminoso, tiene once segmentos; es piriforme y se engrosa hacia su extremo posterior, mostrando una segmentación externa muy visible.

### Abdomen
El abdomen está segmentado y los segmentos abdominales, al igual que los segmentos del cefalotórax, se denominan somitas. Los segmentos suelen ser claramente distinguibles, a diferencia de las arañas reales, donde el abdomen no muestra segmentación externa y tiene forma de bolsa. El abdomen consta de once segmentos, de los cuales el primero (anterior) no es visible porque está cubierto por el metapeltidium, el segmento posterior del cefalotórax. Los segmentos abdominales están provistos de placas protectoras, cada segmento tiene una placa dorsal o terguito en la parte superior y una placa ventral o esternito en la parte inferior. Estas placas no están engrosadas y por lo tanto no forman una armadura dura, por lo que el abdomen es relativamente blando y flexible. Esto puede hacer que se expanda cuando se come mucho o cuando una hembra queda embarazada y se forman los huevos.

### Anatomía interna
El aparato respiratorio es traqueal, con tres o cuatro pares de espiráculos que se abren, el primero, en la base de las segundas patas y el resto en la cara ventral del opistosoma.
La excreción, como en otros arácnidos de ambientes muy secos, se basa en guanina. Esta es añadida a las heces por tubos de Malpighi.

## Modo de vida

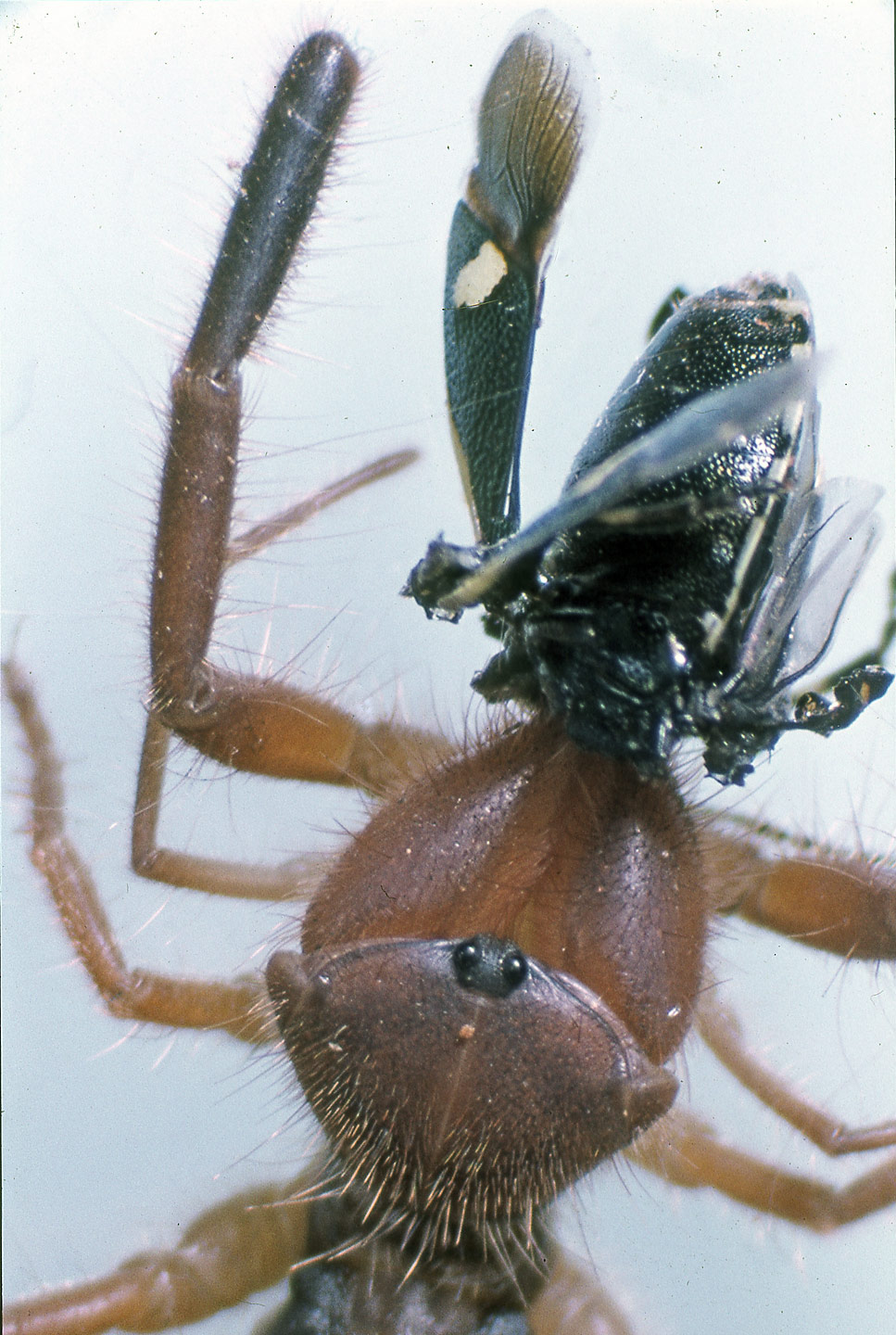
Gluvia dorsalis, devorando una chinche (Eurydema oleraceum).

Los solífugos habitan regiones áridas y desérticas. Algunos son nocturnos (son los que dan su nombre al grupo: «los que huyen del sol») y otros son activos durante las horas diurnas, desplazándose rápidamente de una sombra a otra. Ver a un solífugo corriendo hacia uno produce la impresión de una persecución o ataque, pero es sólo la búsqueda de la sombra la que motiva esa conducta.
Son carnívoros voraces que persiguen a la presa hasta sujetarla con los extremos adhesivos de sus pedipalpos, para lanzar luego rápidos y eficaces mordiscos de sus quelíceros. De esta manera son capaces de atrapar y devorar incluso presas armadas y potencialmente peligrosas, como escorpiones o avispas. A medida que despedazan la presa, la rocían con jugos digestivos, lo que facilita la posterior succión de los restos en una forma fluida; coinciden en esto con las arañas y otros arácnidos depredadores.
Los solífugos tienen la particularidad de que cuando caen al agua entran en un estado como catatónico, en el que disminuyen su metabolismo y parecieran estar muertos, pero una vez fuera del medio líquido y pasado un rato se recuperan y reinician sus actividades normalmente. Posiblemente se trate de una adaptación de estos animales a los ambientes áridos en donde en alguna época del año podría haber chubascos e inundaciones aun en el desierto.

## Diversidad
Se distribuyen por las regiones áridas, principalmente tropicales, de todos los continentes, salvo Australia. Son especialmente diversos en África y el Oriente Medio. Hay unas mil cien especies catalogadas, repartidas entre doce familias:
- Ammotrechidae, ochenta y tres especies de Sudamérica y Mesoamérica.
- Ceromidae, veinte especies de África meridional.
- Daesiidae, ciento setenta y siete especies del Cono Sur, África y el Sudoeste de Asia. También del sur de Europa.
- Eremobatidae, ciento ochenta y siete especies del Sudoeste de Norteamérica.
- Galeodidae, doscientas especies de África y el oeste árido de Asia.
- Gylippidae, veinticinco especies del Sudoeste de Asia y África meridional.
- Hexisopodidae, veinticinco especies de África meridional.
- Karschiidae, cuarenta especies de África septentrional, Oriente Medio y Asia Central.
- Melanoblossidae, quince especies en Sudáfrica y Namibia y una en Indonesia y Vietnam.
- Mummuciidae, dieciocho especies de Sudamérica.
- Rhagodidae, noventa y ocho especies de Medio Oriente hasta la India y África septentrional y oriental.
- Solpugidae, veintitrés especies, todas africanas.

## Distribución y hábitat

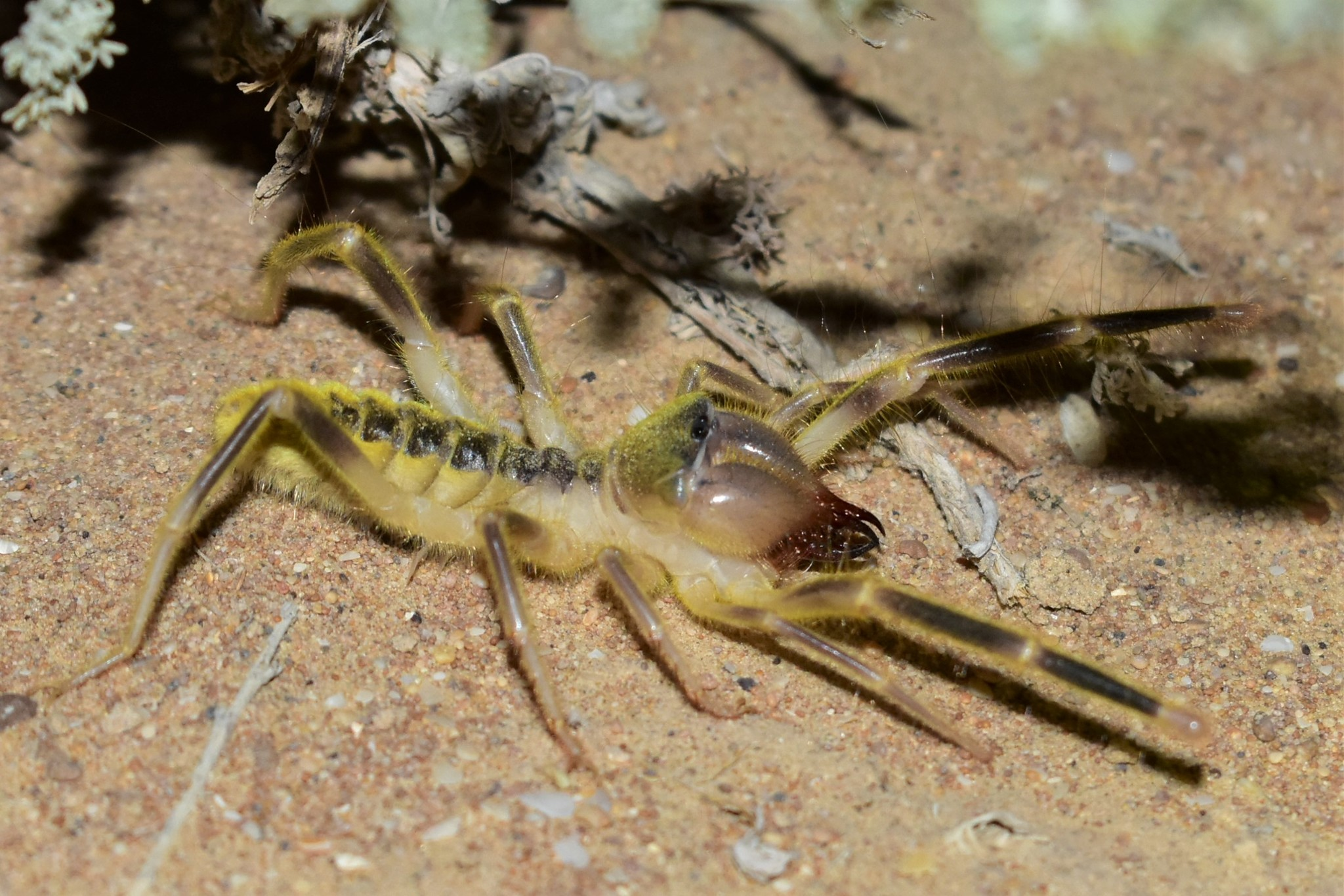
Los solifugos son típicos habitantes del fondo, aquí Galeodes caspius en su hábitat natural en Kazajstán.

Los solifugos viven en zonas cálidas, secas y preferentemente desérticas. Se encuentran en todos los continentes excepto Antártida y Australia (incluida Nueva Zelanda).  Tampoco se encuentran especies en Madagascar. Dentro de su área de distribución, las arañas rodillo suelen ser muy comunes. Debido a que están en una madriguera subterránea durante el día, no se ven a menudo.
Los solifugos son habitantes de desiertos cálidos y templados, estepas, sabanas, matorrales y bosques secos. A diferencia de muchos otros arácnidos, ninguna de las especies está especializada en vivir en cuevas (troglófilo).: p12  La mayoría de los representantes viven en África y partes de la península arábiga, pero también hay especies en Asia y el sur de Europa. En Norteamérica, se sabe que estos animales viven en el extremo sur de Canadá, en las zonas desérticas del suroeste de Estados Unidos y a través de México en partes de Sudamérica. Aquí, los solifugos viven principalmente en las regiones costeras del norte y el oeste. Sólo se conocen unas pocas especies que también se encuentran en zonas tropicales y húmedas como bosque nuboso. Sin embargo, no se encuentra ninguna especie en la región del Amazonas, incluyendo a lo largo de la costa. En África, los solifugos no se encuentran en todas partes; hay el doble de especies en el oeste y norte más secos de Sudáfrica que en la parte más húmeda del país en el este.
Casi todas las especies se encuentran en zonas relativamente bajas, a menudo relativamente cerca de la costa. Sólo se conocen unas pocas especies que habiten en zonas claramente montañosas. Un ejemplo de habitante de montaña es la especie Gylippus ferganensis, que se ha encontrado a una altitud de unos 3.000 metros sobre el nivel del mar en la Cordillera del Pamir.: p61 
En Europa se conocen dieciocho especies diferentes, que representan a cuatro familias. Los solifugos se encuentran en nueve países europeos, la mayoría de las especies se conocen en Grecia (diez) y la isla de Chipre (cinco). En España y Portugal, la araña del sol (Gluvia dorsalis) es una especie bastante común.

## Evolución y parentescos
El fósil más antiguo (Protosolpuga carbonaria, del Pérmico, hace 305 millones de años), muy mal conservado, revela la antigüedad del grupo, un dato que concuerda con la diferenciación muy temprana de todos los órdenes de los arácnidos. Se conocen además un fósil del Cretácico de Brasil, asignado a la familia Ceromidae, actualmente presente solo en África meridional y la península Ibérica, y otro del Paleógeno dominicano, conservado en ámbar.
La posición de los solifugos con respecto a otros arácnidos todavía es incierta generalmente los estudios moleculares los tienden a agrupar en un clado junto con los órdenes Opiliones, Ricinulei, Palpigradi y los ácaros.